# 9 ذو القعدة
- السبت
- الأحد
- الاثنين
- الثلاثاء
- الأربعاء
- الخميس
- الجمعة

- 2826 أبريل 2025
- 2927 أبريل 2025
- 3028 أبريل 2025
- 129 أبريل 2025
- 230 أبريل 2025
- 31 مايو 2025
- 42 مايو 2025
- 53 مايو 2025
- 64 مايو 2025
- 75 مايو 2025
- 86 مايو 2025
- 97 مايو 2025
- 108 مايو 2025
- 119 مايو 2025
- 1210 مايو 2025
- 1311 مايو 2025
- 1412 مايو 2025
- 1513 مايو 2025
- 1614 مايو 2025
- 1715 مايو 2025
- 1816 مايو 2025
- 1917 مايو 2025
- 2018 مايو 2025
- 2119 مايو 2025
- 2220 مايو 2025
- 2321 مايو 2025
- 2422 مايو 2025
- 2523 مايو 2025
- 2624 مايو 2025
- 2725 مايو 2025
- 2826 مايو 2025
- 2927 مايو 2025
- 128 مايو 2025
- 229 مايو 2025
- 330 مايو 2025

9 ذو القعدة أو 9 ذو القعدة الحرام أو يوم 9 \ 11 (اليوم التاسع من الشهر الحادي عشر) هو اليوم الرابع بعد الثلاثمائة (304) من أيَّام السنة (أو الخامس بعد الثلاثمائة لو كان شهر رمضان مُتممًا لليوم الثلاثين أو السادس بعد الثلاثمائة لو أتم كلاً من صفر وربيع الآخر وجمادى الآخرة وشعبان ورمضان ثلاثين يوماً) وفق التقويم الهجري القمري (العربي). يبقى بعده 50 أو 51 يومًا لانتهاء السنة.

## أحداث
- 1111هـ - العثمانيون بقيادة مصطفى دايي ينتصرون على السلطان «إسماعيل الكبير» سلطان فاس في معركة «جدوية»، وقتل من الفاسيين 30 ألفًا.
- 1203هـ - الوزير والقائد العثماني «كمانكش مصطفى باشا» ينتصر على الجيش الروسي والألماني في معركة «فوشكاني» (قرب رومانيا حاليا).
- 1240هـ - تصفية فرقة الإنكشارية العسكرية في معركة الواقعة الخيرية في ميدان الخيل بإستانبول حيث قتل ما يقرب من 6000 جندي انكشاري بعدما أمر السلطان العثماني محمود الثاني بإبادتهم لتمردهم عليه ولأنهم أصبحوا سببًا من أسباب تخلف الدولة العثمانية وعائقًا يحول دون مواكبتها التطور العالمي.
- 1337هـ - بِدء الثورة العسكرية التركية بقيادة مصطفى كمال ضد الحكم العثماني.
- 1372هـ - انعقاد أول مؤتمر لوزراء المال والاقتصاد العرب في مدينة شتورة اللبنانية، واستمر عدة أيام.
- 1419هـ - نشر معلومات تفصيلية عن خطة إسرائيلية جاهزة لإخلاء القدس من أهلها ولجعلها المدينة المقدسة لليهود وحدهم.
- 1424هـ -
  - مؤسسة الأقصى لإعمار المقدسات تكشف عن مخطط لبلدية القدس بحفر نفق جديد يمر تحت ساحة حائط البراق وتحت باب المغاربة ومنه إلى الحائط الجنوبي للمسجد الاقصى، وسيشكل هذا النفق امتدادًا للنفق الأول الذي تم شقه سابقًا أسفل الحائط الغربي للمسجد الأقصى ليربط بين ساحة البراق وطريق الآلام في المدينة المقدسة.
  - الرئيس الباكستاني برفيز مشرف يحصل على ثقة البرلمان واللجان المحلية للاستمرار في منصب الرئاسة.
  - قوات الاحتلال الأمريكي تقوم بمداهمة مسجد «ابن تيمية» السني بالعاصمة بغداد، وتعتقل أكثر من 20 مصليًا، ثم تداهم مسجد سعد بن أبي وقاص بمدينة الفلوجة، ثم تعاود بعدها مداهمة مسجد «ابن تيمية» في سلسلة من المداهمات تستهدف المساجد السنية.
- 1425هـ - المقاومة العراقية تشن هجومًا كبيرًا على قاعدة عسكرية أمريكية في مدينة الموصل يسفر عن مقتل 24 شخصًا بينهم 18 أمريكيًا، وتبنت هذا الهجوم جماعة «جيش أنصار السنة».
- 1436هـ - تنظيم داعش يُفجِّر معبد بعل شمين الكنعاني الأثري الواقع في مدينة تدمر.
- 1438هـ - عائلة البرمجيّ السوري الفلسطيني باسل خرطبيل تؤكد إعدامه على يد السُلطات السوريَّة قبل نحو سنتين بعد أن انقطعت أخباره مُنذ أن نُقل من سجن عدرا آنذاك.
- 1439هـ - اللاعب الألماني التركي مسعود أوزيل يُعلن اعتزاله اللعب دوليًّا بعد عاصفة الانتقادات التي وُجهت له من قبل الصحافة الألمانية بسبب صورة التُقِطت لهُ مع الرئيس التُركي رجب طيب أردوغان.
- 1442هـ - انتخاب إبراهيم رئيسي ليصبح ثامن رئيس جمهورية منتخب في إيران، بنسبة 61.95% من أصوات المشاركين، بمشاركة شعبية بلغت 48.8% من إجمالي الناخبين.
- 1445هـ - انعقاد القمة العربية الثالثة والثلاثين في مملكة البحرين.
- 1446هـ - الهند تشن هجمات صاروخية على أهدافٍ في باكستان، والأخيرة ترد بضرباتٍ مدفعية.

## مواليد
- 394هـ - ناصر خسرو، رحالة وجغرافي وشاعر مسلم.
- 1328هـ - نيازي مصطفى، مخرج مصري.
- 1357هـ - سمير صبري، ممثل مصري.
- 1361هـ - عبد الله حسين منصور، شاعر فلسطيني أردني.
- 1380هـ - وائل نور، ممثل مصري.
- 1401هـ -
  - غوخان زان، لاعب كرة قدم تركي.
  - رانيا السباعي، ممثلة مصرية تعيش في الكويت.
- 1402هـ - إيمان العاصي، ممثلة مصرية.
- 1403هـ - علي الشمالي، لاعب كرة قدم كويتي.
- 1404هـ -
  - طارق الشمري، لاعب كرة قدم كويتي.
  - عفاس الهرشاني، لاعب كرة قدم كويتي.

## وفيات
- 520هـ - آق سنقر الحاجب، حاكم وقائد مجاهد ضد الصليبيين.
- 976هـ - عبد العزيز الزمزمي، فقيه وكاتب وشاعر حجازي.
- 1187هـ - مصطفى الثالث، السلطان العثماني السادس والعشرون.
- 1338هـ - عبد القادر كيوان، عالم مسلم وشاعر سوري.
- 1416هـ - فؤاد راتب، ممثل مصري عرف باسم الخواجة بيجو.
- 1418هـ - آدم يشاري، جنرال في قوات جيش تحرير كوسوفو.
- 1435هـ - أبو العز الحريري، سياسي مصري.

## وصلات خارجية
- موقع قصة الإسلام: حدث في شهر ذو القعدة.